# Шрейберзит
Шрейберзит (рос. шрейберзит; англ. schreibersite; нім. Schreibersit m) — мінерал, фосфід заліза, нікелю і кобальту координаційної будови.
Названий за прізвищем австрійського мінералога К. Шрайберса, W.K.Haidinger, 1847.
Синоніми: залізо блискуче, залізо фосфорно-нікелеве, ламприт, партчит, рабдит, шрейберсит.

## Опис
Хімічна формула:
- 1. За Є. К. Лазаренком, К.Фреєм та «Fleischer's Glossary» (2004): (Fe, Ni)3P.
- 2. За Г.Штрюбелем, З. Х. Ціммером: (Fe, Ni, Со)3P.

Містить (%): Fe — 55,5 %; Ni — 29,1; P — 15,4. Домішки: Co, Cu, Cr, Mg.
Сингонія тетрагональна. Тетрагонально-скаленоедричний вид. Форми виділення: рідкісні таблитчасті та голчасті кристали, зерна і округлі краплеподібні кристали, аґреґати, вкрапленість. Густина 6,9-7,3. Тв. 6,75-7,25. Колір срібно-білий до олов'яно-білого з латунно-жовтою або коричневою мінливістю (грою кольорів). В аншліфах білий, в імерсії має бурувато-рожевий відтінок. Блиск металічний. Непрозорий. Сильно магнітний. Анізотропний. Крихкий. Акцесорний мінерал.

## Розповсюдження
Часто зустрічається в метеоритах. Утворює зростання з троїлітом і когенітом. Виявлений також в телуричному залізі в родовищі Овіфак (о. Діско, Ґренландія). Спостерігався як новоутворення при горінні вугілля на родовищах Франції.